# Geococcyx velox
Il corridore della strada minore o mimì minore (Geococcyx velox Wagner, 1836) è un uccello della famiglia Cuculidae.

## Distribuzione e habitat

Areale di Geococcyx velox

Questo uccello vive in Centro America, in Messico, Honduras, Guatemala, El Salvador e Nicaragua.